# Draken International
La Draken International è una compagnia militare privata, fondata nel 2012 dal miliardario statunitense Jared Isaacman e specializzata nell'offrire supporto aereo nel DACT (Dissimilar air combat training), addestramento al volo, simulazione delle minacce, supporto per la guerra elettronica, rifornimento aereo, ricerca e servizi di test per il Dipartimento della Difesa degli Stati Uniti, appaltatori della difesa degli Stati Uniti e imprese aerospaziali.
Con una flotta di oltre 100 aerei da caccia, Draken possiede e gestisce la più grande flotta commerciale al mondo di aerei ex militari. Essa offre un servizio di addestramento militare in tutto il mondo, offrendo enormi risparmi sui costi rispetto all'utilizzo dei tradizionali velivoli militari.

## Aeromobili in uso
| Aeromobile                            | Origine     | Tipo                                                                         | Versione (denominazione locale) | In servizio (2019) | Note | Immagine |
| Aerei da combattimento                |             |                                                                              |                                 |                    | |          |
| Douglas A-4 Skyhawk                   | Stati Uniti | cacciabombardiereconversione operativa                                       | A-4KTA-4K                       | 121                | Si tratta di esemplari ex Royal New Zealand Air Force. |          |
| Atlas Cheetah                         | Sudafrica   | cacciabombardiereconversione operativa                                       | Cheetah-CCheetah-D              | 93                 | Si tratta di 12 esemplari (9 Cheetah C e 3 Cheetah D) ex Suid-Afrikaanse Lugmag acquistati nel 2017. Un ulteriore esemplare è stato riportato in condizioni di volo e sarà consegnato entro la fine del 2021. |          |
| Mikoyan-Gurevich MiG-21 Fishbed       | Russia      | cacciabombardiereconversione operativa                                       | MiG-21bisMiG-21MFMiG-21UM       | 27                 | |          |
| Dassault Falcon 20                    | Francia     |                                                                              |                                 | 15                 | 15 Dassault Falcon 20 sono stati aggiunti alla flotta dall'acquisizione di Cobham Aviation come Draken Europe nel 2020. I velivoli, pesantemente modificati, sono dotati di una gamma di apparecchiature per fornire addestramento sulla prontezza operativa. |          |
| Dassault Mirage F1                    | Francia     | cacciabombardiereconversione operativacacciabombardiereconversione operativa | F-1M F-1BMF-1EJF-1CJF-1DJ       | 2014101            | Si tratta di 24 esemplari ex Ejército del Aire, gli ultimi dei quali sono stati consegnati a dicembre 2018. Un F1M è stato perso il 24 maggio 2021. Ulteriori 20 esemplari (14 Mirage F-1EJ monoposto, 10 Mirage F-1CJ e 1 Mirage F-1D biposto) ex Royal Jordanian Air Force acquistati nel 2020, consegnati nel 2021, e registrazione civile ricevuta ad ottobre 2022. |          |
| Aero L-159 Honey Badger               | Rep. Ceca   | addestratore avanzato e da attacco leggero                                   | L-159E                          | 24                 | 24 L-159E ordinati dall'Aeronautica militare Ceca, ma mai entrati in servizio, consegnati alla Draken partire dal 30 settembre 2015. La manutenzione di radar e sistemi di controllo del tiro è affidata all'italiana Leonardo. |          |
| Aero L-39 Albatros                    | Rep. Ceca   | aereo da addestramento aereo da attacco leggero                              | L-39                            | 5                  | |          |
| Lockheed T-33 Shooting Star           | Stati Uniti | conversione operativa                                                        | T-33                            | 1                  | |          |
| General Dynamics F-16 Fighting Falcon | Stati Uniti | cacciabombardiere                                                            | F-16AMF-16BM                    | 0                  | 12 F-16AM/BM aerei sono stati acquistati dalla Kongelige Norske Luftforsvaret norvegese il 22 novembre 2021. |          |

## Aeromobili ritirati
- Aermacchi MB-339CB - 9 esemplari (2012-2020)[18][19]